# Duffel (stacja kolejowa)
Duffel (ned: Station Duffel) – stacja kolejowa w Duffel, w prowincji Antwerpia, w Belgii. Znajduje się na linii Bruksela – Antwerpia.
Pierwszy budynek dworca pochodzi z 1839. W 1885 roku został wybudowany niski budynek jako dworzec, a budynek z 1839 był używany przez personel. W 1931 powstał nowy budynek dworca, zaprojektowany przez architekta Paula Nouille.
Od 1 lipca 2015, kasy biletowe na dworcu są zamknięte, a sama stacja została zdegradowana do roli przystanku osobowego.

## Linie kolejowe
- 25 Bruksela - Antwerpia
- 27 Bruksela - Antwerpia

## Połączenia
| Typ pociągu | Trasa                                  | Takt             |
| ----------- | -------------------------------------- | ---------------- |
| L           | Antwerpen-Centraal – Bruxelles-Midi    | codziennie: 1x/h |
| L           | Antwerpen-Centraal – Bruksela – Nijvel | w tygodniu: 1x/h |